# آك كارلسون
آك كارلسون (بالفنلندية: Åke Karlsson)‏ (16 أغسطس 1911 – 12 فبراير 1958) هو ملاكم فنلندي راحل، مثّل بلاده في الألعاب الأولمبية الصيفية 1936.

## وصلات خارجية
آك كارلسون على موقع أوليمبيديا (الإنجليزية)